# Годенов, Никита Владимирович
Никита Владимирович Годенов (21 февраля 1991, Астрахань, СССР) — российский футболист, вратарь.

## Биография
Воспитанник астраханского футбола. В 2010 году попал в основной состав «Волгаря-Газпрома», но за команду не провел ни одного официального матча. В 2011 году был отдан в аренду эстонскому клубу Мейстрилиги «Нарва-Транс». По ходу сезона у Годенова получилось выиграть конкуренцию за место в воротах у Дмитрия Вяльчинова. Голкипер помог команде выиграть бронзовые медали первенства.
С начала 2014 по 2016 год года выступал за ФК «Астрахань». В начале 2017 года перешёл в «Биолог-Новокубанск».

## Достижения
- Бронзовый призёр Чемпионата Эстонии (1): 2011.